# Croton xalapensis
Pour Croton xalapensis, Hook.f., 1847, voir Croton scouleri.
Espèce
Croton xalapensis est une espèce de plantes à fleurs du genre Croton et de la famille des Euphorbiaceae, présente au Mexique et en Amérique centrale.
Elle a pour synonymes :
- Croton aguilari, Lundell, 1940
- Croton asteroides, Lundell, 1940, présent au Belize
- Croton pseudoxalapensis, Croizat, 1940
- Croton pseudoxalapensis var. cobanensis, Croizat, 1940
- Cyclostigma xalapense (Kunth), Klotzsch
- Oxydectes xalapensis (Kunth), Kuntze
- Palanostigma xalapense (Kunth), Baill.

De même que d'autres espèces de croton, il peut servir à la production de sang-dragon[réf. souhaitée].